# Ingo von Hagen
Ingo von Hagen (* 4. Dezember 1940 in Krefeld; † 12. März 2017 ebenda) war ein deutscher Metallurg.

## Leben
Von Hagen begann im Oktober 1962 das Studium der Hüttenkunde an der RWTH Aachen und schloss es 1968 mit dem Diplom ab. Er blieb dort am Institut für Eisenhüttenkunde als wissenschaftlicher Mitarbeiter und Assistent der Abteilung Metallurgie. Er baute eine ESU-Anlage auf und fertigte bei Tarek el Gammal, Winfried Dahl und Werner Wenzel seine Doktorarbeit an. Mit der Arbeit Grundlagen der Raffination eines einfachen Baustahles nach dem Elektro-Schlacke-Umschmelzverfahren wurde er 1972 zum Dr. Ing. promoviert.
Nach der Promotion 1972 wurde von Hagen Oberingenieur in der Abteilung Werkstofftechnik des Mannesmann-Forschungsinstituts in Duisburg, wo er zum Fachbereichsleiter aufstieg. 1993 wurde er Stellvertreter der Geschäftsführung. Seine Arbeitsschwerpunkte waren die Weiterentwicklung der Röhrenstähle und das Stranggießen. 2001 wurde er Geschäftsführer der Mannesmann Forschungsinstitut GmbH. Zum 31. Dezember 2004 ging er in den Ruhestand.
Von Hagen war seit 1969 Mitglied des Vereins Deutscher Eisenhüttenleute (VDEh). 1999 wurde er zum Vorsitzenden des Werkstoffausschusses gewählt und vertrat die Interessen des Ausschusses im Beirat des Betriebsforschungsinstituts (BFI) des VDEh. Er sorge für eine enge Kooperation mit den Kunden der Stahlindustrie im Gemeinschaftsausschuss Automobil-/Stahlhersteller und in der International Conference on Steels in Cars and Trucks. 2005 ernannte der Werkstoffausschuss Ingo von Hagen zum Ehrenmitglied.